# Station de ski de Mielakka
La station de ski de Mielakka (finnois : Mielakan hiihtokeskus ou Mielakan Rinnekeskus) est une station de ski située dans le quartier Mielakka de la commune de Kouvola en Finlande.

## Description
A quelques kilomètres à l'est du centre de Kouvola se trouve la station de ski de Mielakka, qui a  reçu le titre de piste locale SHKY de l'année 2013.
La station compte sept pistes éclairées, faciles et moyennement difficiles : la piste pour enfants, les pistes  Vauhtirinne et Kilparinne pour les skieurs confirmés. 
De plus, le centre a des pentes plus douces telles que Pohjoisrinne et Turistirinne. 
Sur le versant nord se situe Street, qui se renouvelle chaque année selon les souhaits des skieurs. Il y a cinq remontées mécaniques, dont l'une est la remontée mécanique située à Pulkkamäki. 
La hauteur de Mielaka est de 71 mètres et la pente la plus longue mesure environ 350 mètres de long.
La station de Mielaka à aussi un restaurant et des pistes de luge payantes Lastenmaa et 22 kilomètres de pistes de ski de fond. 
Mielakka est le domicile du club de ski de Kouvola (KHS). 
Entre autres, le champion du monde de snowboard Roope Tonteri, le champion du monde junior de télémark Mikko Huupponen et les skieurs alpins Jukka Rajala et Nina Halme ont pris de l'élan depuis les pistes de Mielaka avant leur succès.

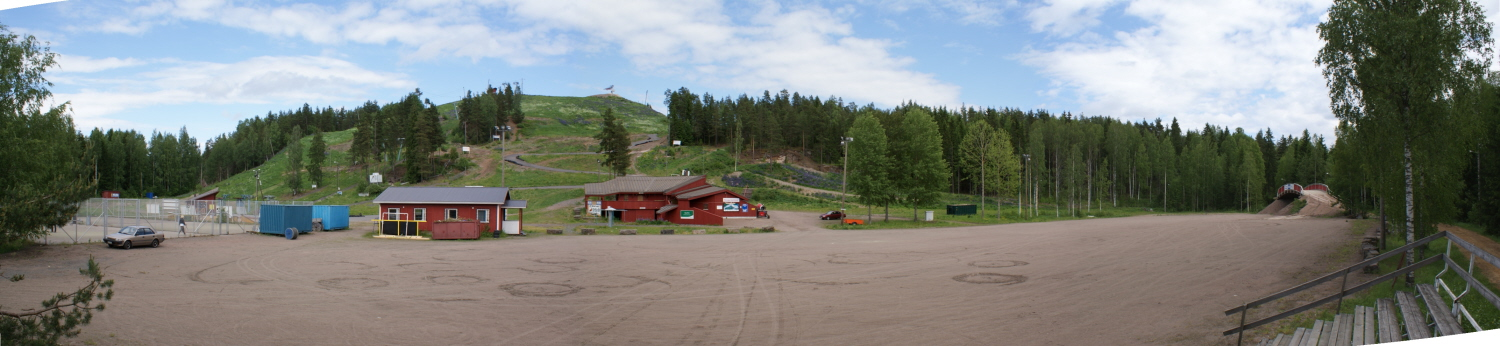
La station de ski de Mielakka.